# Idiospermum australiense
Idiospermum australiense ist die einzige Pflanzenart der Gattung Idiospermum in der Familie der Gewürzstrauchgewächse (Calycanthaceae). Es ist eine sehr ursprüngliche, in Australien endemische Baumart.

## Beschreibung

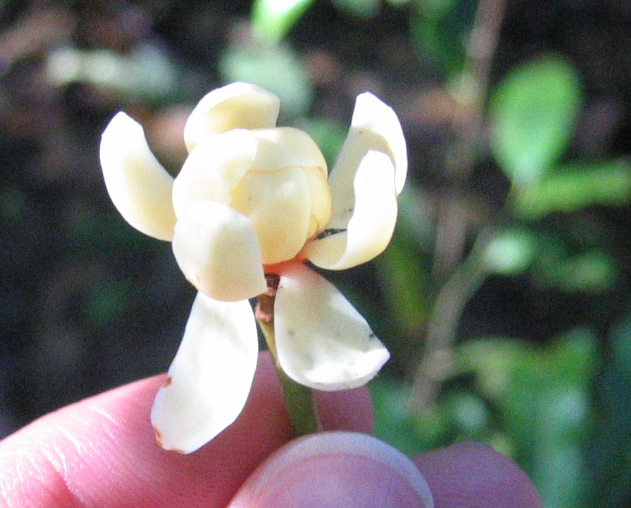
Blüte

### Vegetative Merkmale
Idiospermum australiense ist ein immergrüner Baum, der Wuchshöhen von 20 bis 30 Metern erreicht. Die Knoten sind unilakunär mit einem Blattspurstrang.
Die gegenständig angeordneten Laubblätter sind in Blattstiel und-spreite gegliedert. Die einfache und ledrige Blattspreite besitzt einen ganzen Blattrand. Die Blätter besitzen im Mesophyll sphärische Zellen mit ätherischen Ölen.

### Generative Merkmale
Idiospermum australiense ist protogyn, also vorweiblich. Die Blüten stehen einzeln oder maximal zu dritt in Blattachseln. Der Blütenstiel besitzt mehrere Hochblätter. Die meist zwittrige (es gibt eine Population bei der rein männliche Blüten vorkommen, die Pflanzenexemplare sind dann andromonözisch) Blüte mit einfacher Blütenhülle ist azyklisch aufgebaut, die Blütenorgane sind also spiralig angeordnet. Die 30 bis 40 freien Blütenhüllblätter verändern sich von außen nach innen kontinuierlich von kelch- zu kronblattartig; sie sind anfangs weiß später rot. Während die äußeren abfallen, bleiben die inneren 15 bis 18 erhalten. Von den 25 bis 100 (viele) freien, abgeflachten Staubblättern sind nur die äußeren 13 bis 15 fertil; besonders die inneren Staminodien sehen wie Blütenblätter aus. Es sind ein bis zwei (bis fünf), mittelständige Fruchtblätter vorhanden. Manchmal sind sterile vorhanden, sind mehrere Fruchtblätter ausgebildet dann sind die Narben verwachsen. Das äußere Integument der Samenanlage ist 12 bis 15 Zellen dick (crassinucellat). Die Narbe ist fleischig und sitzt fast direkt am Fruchtknoten. Die Bestäubung erfolgt durch Käfer und Thripse, die (besonders ihre Jungtiere) Pollen und Teile der Blütenblätter fressen.
Die kugelige, schwere, giftige, meist ein- bis zweisamige Frucht (Scheinfrucht) im Blütenboden ist etwa 8 cm groß und teilt sich in vier Segmente. Die (drei bis) vier oder mehr Keimblätter sind gut ausgebildet und schildförmig. So viele Keimblätter sind selten, so viele besitzen z. B. auch einige Kolabäume.
Idiospermum australiense besitzt keine Flavonole, allerdings kommt Luteolin vor. Die Gefäße besitzen treppenförmige (skalariforme) Durchbrechungen.

## Vorkommen
Idiospermum australiense ist in den Regenwäldern des nordöstlichen Queensland (Australien) in zwei kleinen Gebieten endemisch. Die Populationen der beiden Gebiete unterscheiden sich deutlich.

## Systematik und botanische Geschichte
Die Erstbeschreibung erfolgte 1912 unter dem Namen (Basionym) Calycanthus australiensis durch Ludwig Diels in Botanische Jahrbücher für Systematik, Band 48, Beiblatt 107, Seite 10.
Der nächste Fund war erst wieder 1971, als die giftigen Samen die Ursache für den Tod von vier Kühen waren. Nach den anschließenden Forschungen wurde diese Art 1972 von Stanley Thatcher Blake in eine eigene Gattung Idiospermum S.T.Blake gestellt (Contributions from the Queensland Herbarium, Band 12, Seite 5). Blake stellte sie auch in eine eigene Familie Idiospermaceae, doch wird diese Art in die Familie Calycanthaceae gestellt, auch wenn sie hier etwas isoliert von den anderen Gattungen steht.